# Chichibu, Saitama
Chichibu (japanska: 秩父市?, Chichibu-shi) är en stad i Saitama prefektur i Japan. Staden fick stadsrättigheter 1950.